# 마르틴 프로하스카 (아이스하키 선수)
마르틴 프로하스카(체코어: Martin Procházka, 1972년 3월 3일~)는 체코의 아이스하키 선수, 지도자로 현역 시절 포지션은 라이트윙이다. 체코슬로바키아 아이스하키 리그의 TJ 클라드노에서 선수 생활을 시작했으며, 내셔널 하키 리그(NHL)의 토론토 메이플리프스와 애틀랜타 스래셔스 소속으로 뛰었다.
체코 대표팀 소속으로 국제 대회에 참가하였으며, 1998년 동계 올림픽에서 금메달을 획득했다. 또한 세계 아이스하키 선수권 대회에서 우승 4회를 달성했다. 그는 1993년부터 2003년까지 체코 국가대표로 활약하면서 국제 경기 189경기에 출전했으며, 이는 체코 대표팀 역대 출전 순위 4위에 해당한다.